# Lise kommer til byen
Lise kommer til Byen er en dansk spillefilm fra 1947 instrueret af Alice O'Fredericks og Lau Lauritzen Jr. efter manuskript af Grete Frische.

## Handling
Lise er en lille, ung pige, der, mens hun serverer for gæsterne i sin onkels kro, drømmer om karriere og rigdom. Hun har et stort aktiv, mener hun, i sin klokkerene sangstemme. Hun synger for hver søndag ved gudstjenesten i landsbyens kirke, og stedets organist og skolelærer, der dybt i sit hjerte bærer en hemmelig kærlighed til Lise, opmuntrer og hjælper hende.

## Medvirkende i udvalg
- Gerda Gilboe
- Poul Reichhardt
- Lau Lauritzen jun.
- Lisbeth Movin
- Lise Thomsen
- Preben Mahrt
- Kjeld Petersen
- Einar Juhl
- Ib Schønberg